# Eurhynchium argenteum
Eurhynchium argenteum är en bladmossart som beskrevs av Hugh Neville Dixon 1962. Eurhynchium argenteum ingår i släktet sprötmossor, och familjen Brachytheciaceae. Inga underarter finns listade i Catalogue of Life.